# Каино
Каѝно (на италиански: Caino, на източноломбардски: Caì, Каи) е село и община в Северна Италия, провинция Бреша, регион Ломбардия. Разположено е на 385 m надморска височина. Населението на общината е 2147 души (към 2013 г.).